# Under the Bridge
Under the Bridge ist ein Lied der US-amerikanischen Rockband Red Hot Chili Peppers. Es erschien auf ihrem 1991 veröffentlichten Album Blood Sugar Sex Magik und wurde am 31. Januar 1992 als Single veröffentlicht.

## Inhalt
Der Text wurde von Sänger Anthony Kiedis ursprünglich als Gedicht geschrieben; erst auf Veranlassung des Produzenten Rick Rubin hin wurde es von der Band vertont und als Ballade in das Album aufgenommen. Es beschäftigt sich mit der Zeit von Kiedis’ Drogenabhängigkeit in L.A. (Spanisch: Los Ángeles [losˈaŋxeles]), der city of angels (Stadt der Engel). Under the bridge downtown (Unter der Brücke in der Innenstadt) war der Ort, an dem Kiedis mit Unbekannten Drogen wie Heroin und Kokain nahm.
Der Begleitgesang stammt von einem Gospelchor, zu dem auch die Mutter des Gitarristen John Frusciante gehörte.
Das Lied steht in E-Dur; der Abschlussteil basiert auf einer C-Dur-Kadenz, die jeweils mit einem A-Dur-Akkord beginnt.

## Musikvideo
Im Musikvideo ist Frusciante zu sehen, der auf einer Fender Jaguar das Riff des Lieds spielt, das oft mit Jimi Hendrix’ Little Wing in Verbindung gebracht wird.
Bei der im Musikvideo gezeigten Brücke soll es sich um dieselbe Brücke handeln, die auch im Musikvideo zu By the Way vom gleichnamigen 2002er-Album zu sehen ist.

## Kommerzieller Erfolg

### Chartplatzierungen
| ChartsChartplatzierungen       | Höchstplatzierung | Wochen |
| ------------------------------ | ----------------- | ------ |
| Deutschland (GfK)              | 11 (25 Wo.)       | 25     |
| Vereinigte Staaten (Billboard) | 2 (26 Wo.)        | 26     |
| Vereinigtes Königreich (OCC)   | 13 (18 Wo.)       | 18     |

| ChartsJahrescharts (1992)      | Platzierung |
| ------------------------------ | ----------- |
| Deutschland (GfK)              | 39          |
| Vereinigte Staaten (Billboard) | 8           |

### Auszeichnungen für Musikverkäufe
| Land/Region                  | Auszeichnungen für Musikverkäufe (Land/Region, Auszeichnung, Verkäufe) | Verkäufe  |
| ---------------------------- | ---------------------------------------------------------------------- | --------- |
| Australien (ARIA)            | Platin                                                                 | 70.000    |
| Dänemark (IFPI)              | Platin                                                                 | 90.000    |
| Deutschland (BVMI)           | Gold                                                                   | 250.000   |
| Italien (FIMI)               | 2× Platin                                                              | 200.000   |
| Neuseeland (RMNZ)            | 7× Platin                                                              | 210.000   |
| Niederlande (NVPI)           | Gold                                                                   | 50.000    |
| Spanien (Promusicae)         | Platin                                                                 | 60.000    |
| Vereinigte Staaten (RIAA)    | Gold · + 6× Platin (Digital)                                           | 6.500.000 |
| Vereinigtes Königreich (BPI) | 3× Platin                                                              | 1.800.000 |
| Insgesamt                    | 3× Gold · 21× Platin ·                                                 | 9.230.000 |

Hauptartikel: Red Hot Chili Peppers/Auszeichnungen für Musikverkäufe

## Coverversionen
1998 nahm die englische Girlgroup All Saints den Titel auf. In Großbritannien wurde die Single, die außerdem noch eine Coverversion von Lady Marmalade enthielt, ein Nummer-1-Hit. Auch in anderen europäischen Ländern kam das Lied in die Charts.
Weitere Coverversionen stammen z. B. von den Gym Class Heroes, Chicks with Sticks (2010), Flying Pickets (1994), B*Witched, Frank Bennett (1996), Mos Def (1999), The King (2000) und Scala & Kolacny Brothers (2003). Stanley Clarke verjazzte den Titel auf seinem Album Jazz in the Garden (2009). Weird Al Yankovic veröffentlichte 1993 eine Parodie unter dem Titel Bedrock Anthem.
Under the Bridge wurde außerdem in der 2. Staffel Folge 15 der Serie The Big Bang Theory von Rajesh Koothrappali (Kunal Nayyar) in der Anfangsszene gesungen.